# Johnny Torrio
Giovanni Torrio, beter bekend onder het pseudoniem Johnny Torrio of Papa Johnny (Irsina, februari 1882 - Chicago, 16 april 1957) was een Italiaans-Amerikaanse gangster. Hij wordt samen met James "Big Jim" Colosimo (Torrio was een neef van Colosimo's vrouw), gezien als de grondlegger van de Chicago Outfit, een van de machtigste maffia-organisaties in de Verenigde Staten.